# Повар, вор, его жена и её любовник
«Повар, вор, его жена и её любовник» (англ. The Cook, The Thief, His Wife & Her Lover) — полнометражный кинофильм, снятый режиссёром Питером Гринуэем в 1989 году.

## Сюжет
Действие происходит в фешенебельном ресторане Le Hollandais, кухней которого заведует кулинар Ричард Борст — Повар. Каждый день там обедает со своей ватагой хозяин, английский гангстер Альберт Спика — Вор. Спика считает себя гурманом, с ним всегда его жена Джорджина. Она измучена издевательствами мужа, который являет собой средоточие всех пороков и попутно издевается над остальными персонажами фильма. Однажды в ресторане появляется Майкл — Любовник, книгочей, образованный и деликатный хранитель библиотеки. Втайне от мужа, под покровительством повара Ричарда, Джорджина встречается с Майклом в разных потайных уголках ресторана. В конце концов, до Альберта доходит слух об измене, и он в ярости клянётся убить и съесть Майкла. Любовники укрываются в книжном хранилище, где, в отсутствие Джорджины, Спика с сообщниками находит Майкла и зверски убивает его, забив ему рот страницами книги о Французской революции из его библиотеки.
Джорджина жаждет мести. Она уговаривает Ричарда приготовить из трупа Майкла жаркое. Ричард, в конце концов, соглашается. Получившего приглашение в собственный ресторан Альберта встречает Джорджина, весь персонал ресторана и люди, над которыми он издевался. Альберта сажают за стол, на котором лежит приготовленное тело Майкла. Джорджина заставляет Альберта исполнить вторую половину клятвы — под дулом пистолета он отрезает от Майкла кусочек и, борясь с тошнотой, съедает. Джорджина стреляет в Альберта и произносит одно слово: «Людоед».

## В ролях
- Ришар Боренже — Ричард Борст, повар
- Майкл Гэмбон — Альберт Спика, вор
- Хелен Миррен — Джорджина, жена Альберта
- Алан Ховард[англ.] — Майкл, любовник Джорджины
- Тим Рот — Митчел
- Киаран Хайндс — Кори
- Гари Олсен — Спенглер
- Эван Стюарт — Харрис
- Роджер Эштон-Гриффитс — Тёрпин
- Рон Кук — Мьюз
- Лиз Смит — Грейс
- Эмер Гиллеспи — Патриция
- Алекс Кингстон — Адель
- Роджер Ллойд-Пэк — Джефф

## Съёмочная группа
- Автор сценария и режиссёр — Питер Гринуэй
- Продюсер — Кес Касандер
- Сопродюсеры — Денис Уигман, Паскаль Доман, Даниэль Тоскан дю Плантье
- Оператор-постановщик — Саша Верни
- Оператор — Артур Клоке
- Художники-постановщики — Бен ван Ос, Ян Рулфс
- Костюмы — Жан-Поль Готье
- Композитор — Майкл Найман
- Монтаж — Джон Уилсон

## Производство
- Фильм снят на киностудии  Goldcrest Elstree Studios в Борхэмвуде[англ.], Англия.
- В начале фильма, когда люди Спики приносят неоновые буквы, они сначала ставят их в таком порядке, что образуется слово ASPIC (англ. - заливное).
- Неоднократно звучащая в фильме композиция Майкла Наймана Fish Beach не вошла в саундтрек и не упоминается в титрах, так как была написана для фильма «Отсчёт утопленников».
- На стене в ресторане  висит картина голландского художника Франса Халса «Банкет офицеров гражданской гвардии Святого Георгия»[7].
- Мальчик с кухни исполняет композицию Miserere, где есть слова: Purge me with hyssop, and I shall be clean: wash me, wash me, and I shall be whiter than snow[8] (рус. Окропи меня иссопом, и буду чист; омой меня, и буду белее снега.[9]) — это цитата из Псалтири 50:9, перекликающаяся с профессией мальчика — он мойщик посуды.